# Europees kampioenschap basketbal vrouwen 1991
Het 23e Europees kampioenschap basketbal vrouwen vond plaats van 12 tot 17 juni 1991 in Israël. 8 nationale teams speelden in Tel Aviv om de Europese titel.

## Voorronde
De 8 deelnemende landen zijn onderverdeeld in twee poules van vier landen. De top twee van elke poule plaatsten zich voor de halve finales.

### Groep A
| Datum   | Land              | Score   | Land              |
| ------- | ----------------- | ------- | ----------------- |
| 12 juni | Bulgarije         | 64 – 76 | Hongarije         |
| 12 juni | Israël            | 91 – 90 | Tsjecho-Slowakije |
| 13 juni | Tsjecho-Slowakije | 66 – 74 | Bulgarije         |
| 13 juni | Israël            | 62 – 74 | Hongarije         |
| 14 juni | Tsjecho-Slowakije | 91 – 61 | Hongarije         |
| 14 juni | Israël            | 56 – 65 | Bulgarije         |

| Groep A |                   |             |             |             |            |            |            |        |
| #       | Land              | Wedstrijden | Wedstrijden | Wedstrijden | Doelpunten | Doelpunten | Doelpunten | Punten |
| #       | Land              | G           | W           | V           | V          | T          | Saldo      | Punten |
| 1       | Hongarije         | 3           | 2           | 1           | 211        | 217        | -6         | 5      |
| 2       | Bulgarije         | 3           | 2           | 1           | 203        | 198        | +5         | 5      |
| 3       | Israël            | 3           | 1           | 2           | 209        | 229        | -20        | 4      |
| 4       | Tsjecho-Slowakije | 3           | 1           | 2           | 247        | 226        | +21        | 4      |

### Groep B
| Datum   | Land        | Score    | Land        |
| ------- | ----------- | -------- | ----------- |
| 12 juni | Sovjet-Unie | 91 – 56  | Polen       |
| 12 juni | Italië      | 61 – 83  | Joegoslavië |
| 13 juni | Polen       | 51 – 70  | Italië      |
| 13 juni | Sovjet-Unie | 74 – 75  | Joegoslavië |
| 14 juni | Joegoslavië | 100 – 62 | Polen       |
| 14 juni | Sovjet-Unie | 72 – 65  | Italië      |

| Groep B |             |             |             |             |            |            |            |        |
| #       | Land        | Wedstrijden | Wedstrijden | Wedstrijden | Doelpunten | Doelpunten | Doelpunten | Punten |
| #       | Land        | G           | W           | V           | V          | T          | Saldo      | Punten |
| 1       | Joegoslavië | 3           | 3           | 0           | 258        | 197        | +61        | 6      |
| 2       | Sovjet-Unie | 3           | 2           | 1           | 237        | 196        | +41        | 5      |
| 3       | Italië      | 3           | 1           | 2           | 196        | 206        | -10        | 4      |
| 4       | Polen       | 3           | 0           | 3           | 169        | 261        | -92        | 3      |

## Plaatsingswedstrijden 5e-8e plaats
| Datum               | Land              | Score   | Land              |
| ------------------- | ----------------- | ------- | ----------------- |
| 16 juni             | Italië            | 57 – 58 | Tsjecho-Slowakije |
| 16 juni             | Polen             | 80 – 69 | Israël            |
| 17 juni (7e plaats) | Italië            | 78 – 65 | Israël            |
| 17 juni (5e plaats) | Tsjecho-Slowakije | 67 – 46 | Polen             |

## Halve finales
| Datum   | Land        | Score   | Land      |
| ------- | ----------- | ------- | --------- |
| 16 juni | Joegoslavië | 79 – 56 | Bulgarije |
| 16 juni | Sovjet-Unie | 93 – 80 | Hongarije |

## Bronzen finale
| Datum   | Land      | Score   | Land      |
| ------- | --------- | ------- | --------- |
| 17 juni | Hongarije | 65 – 61 | Bulgarije |

## Finale
| Datum   | Land        | Score   | Land        |
| ------- | ----------- | ------- | ----------- |
| 17 juni | Sovjet-Unie | 97 – 84 | Joegoslavië |

## Eindrangschikking
| Goud   | Sovjet-Unie       |
| Zilver | Joegoslavië       |
| Brons  | Hongarije         |
| 4      | Bulgarije         |
| 5      | Tsjecho-Slowakije |
| 6      | Polen             |
| 7      | Italië            |
| 8      | Israël            |

1938 · 
1950 · 
1952 · 
1954 · 
1956 · 
1958 · 
1960 · 
1962 · 
1964 · 
1966 · 
1968 · 
1970 · 
1972 · 
1974 · 
1976 · 
1978 · 
1980 · 
1981 · 
1983 · 
1985 · 
1987 · 
1989 · 
1991 · 
1993 · 
1995 · 
1997 · 
1999 · 
2001 · 
2003 · 
2005 · 
2007 · 
2009 · 
2011 · 
2013 · 
2015 · 
2017 · 
2019 · 
2021 · 
2023